# Військова поліція (Росія)
Військова поліція Міністерства оборони Російської Федерації (рос. Военная полиция Министерства обороны Российской Федерации) — правоохоронна структура Збройних Сил Російської Федерації. Керівник військової поліції — генерал-полковник Сергій Кураленко.
Орган управління ВП МО Російської Федерації — «Головне управління військової поліції Міністерства оборони Російської Федерації».
Структура використовувалась як сили військового правопорядку під час війни в Сирії.

## Озброєння
20 червня 2013 року МО РФ розмістило замовлення на поставку 919 пістолетів ПБ-4СП «Оса», 3684 протиударних комплектів «Щит», 1400 ручних гранат подразнюючої дії РГК-60РД, 420 телескопічних розкладних кийків ПУС-3Т і 3684 кийки ПУС-2М. Загальна сума замовлення становила близько 48 мільйонів рублів. Бронетехніка представлена автомобілями «Тигр», «Рись» і бронеавтомобіль «Тайфун».